# Сібіль Баммер
Сібіль Баммер (нім. Sybille Bammer; народилася 27 квітня 1980 в Лінці Австрія) — австрійська тенісистка-професіонал.
- Виграла 2 турніри WTA в одиночному розряді
- Четвертьфіналістка US Open 2008.

## Титули (11)

### Одиночний (11)
| Позначення: до 2009р. | Позначення: з 2009р.  |
| --------------------- | --------------------- |
| Великий шолом (0)     |                       |
| Чемпіонат WTA (0)     |                       |
| I категорія(0)        | Premier Mandatory (0) |
| II категорія(0)       | Premier 5 (0)         |
| III категорія(0)      | Premier (0)           |
| IV & V категорія(1)   | International (1)     |
| ITF Circuit (9)       |                       |

| No. | Дата             | Турінр                      | Покриття | Опонент по фіналу  | Рахунок       |
| 1.  | 27 січня 2002    | Гренобль, Франція           | Тверде   | Вірдинія Піхет     | 6–4, 6–4      |
| 2.  | 2 червня 2002    | Мостр, Боснія і Герцеговина | Килим    | Сюзана Куцова      | 2–6, 6–4, 7–5 |
| 3.  | 18 вересня 2002  | Інсбрук, Австрія            | Ґрунт    | Барбора Штрікова   | 6–2, 6–3      |
| 4.  | 12 жовтня 2003   | Ґерштлі, Велика Британя     | Тверде   | Софія Арвідссон    | 7–6(1), 6–2   |
| 5.  | 19 жовтня 2003   | Кардіфф, Велика Британя     | Тверде   | Ірина Буликіна     | 6–0, 6–2      |
| 6.  | 2 листопада 2003 | Нотінгем, Велика Британя    | Тверде   | Крістен Фліпкенс   | 6–4, 3–6, 6–2 |
| 7.  | 21 грудня 2003   | Валаске Мезіріці, Чехія     | Тверде   | Луціє Шафарова     | 6–4, 6–1      |
| 8.  | 26 червня 2005   | Фонтанфеда, Італія          | Ґрунт    | Алісія Канепа      | 7–6(3), 6–2   |
| 9.  | 21 серпня 2005   | Бронкс, США                 | Тверде   | Каміль Пин         | 3–6, 6–4, 6–4 |
| 10. | 11 лютого 2007   | Паттая, Таїланд             | Тверде   | Хісела Дулко       | 7–5, 3–6, 7–5 |
| 11  | 19 липня 2009    | Прага, Чехія                | Трава    | Франческа Ск'явоне | 7-6(4), 6-2   |

| Портал «Теніс» Портал «Спорт» |